# Represa de Verzasca

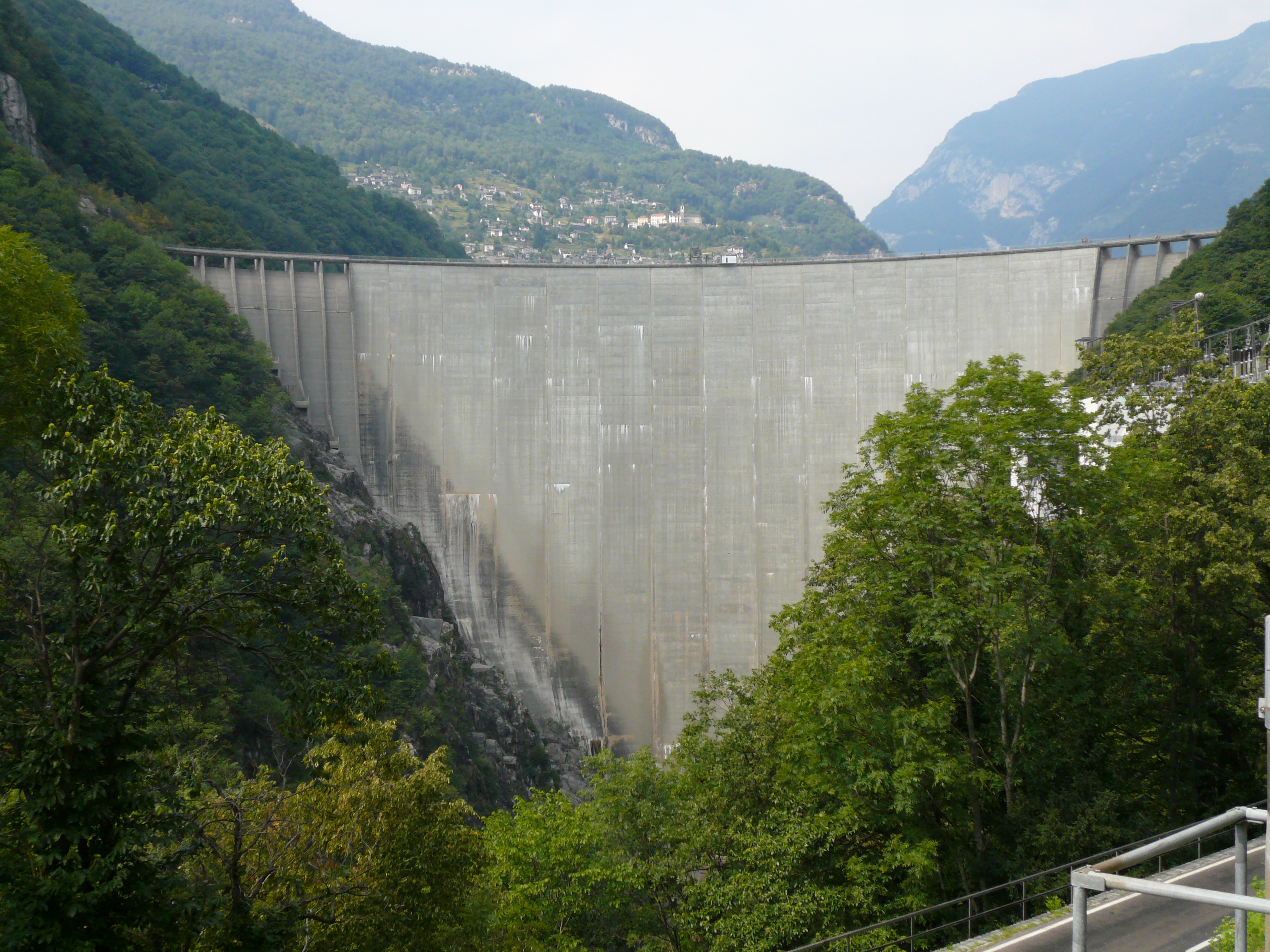
Represa de Verzasca

La Represa de Verzasca, también conocida como la Represa de Contra y la Represa de Locarno, es una presa de arco en el río Verzasca en el Valle de Verzasca del cantón de Ticino, al sur de Suiza. La represa crea el Lago di Vogorno 2 kilómetros aguas arriba del lago Maggiore. Construida entre 1961 y 1965, surte una central hidroeléctrica de 105 MW. Tras su construcción, una serie de terremotos relacionados con su carga de agua ocurrió hasta 1971. La represa es operada por Verzasca SA (compañía que también es propietaria de la represa) y es la cuarta más alta de Suiza.
La represa es una presa de arco delgado de hormigón con una altura de 220 metros y una longitud de cresta de 380 metros. La presa tiene 25 metros de ancho en su base y 7 metros de ancho en su cresta. La estructura de la presa contiene 660.000 metros cúbicos de hormigón y la estructura en sí tiene una superficie de 44.500 metros cuadrados.
La represa se convirtió en un lugar popular para hacer bungee jumping después de que un doble de acción de James Bond saltara de ella en la escena inicial de la película GoldenEye de 1995. Dicho truco fue votado en una encuesta de 2002 (organizada por la televisora británica Sky Movies) como el mejor truco cinematográfico de todos los tiempos.